# Nepalmatoiulus pan
Nepalmatoiulus pan är en mångfotingart som beskrevs av Henrik Enghoff 1987. Nepalmatoiulus pan ingår i släktet Nepalmatoiulus och familjen kejsardubbelfotingar. Inga underarter finns listade i Catalogue of Life.